# Espelandsmyr Station
Espelandsmyr Station (Espelandsmyr stoppested) var en jernbanestation på Sørlandsbanen, der lå i Vegårshei kommune i Norge.
Stationen åbnede som holdeplads 10. november 1935, da banen blev forlænget fra Neslandsvatn til Nelaug. Den blev nedgraderet til trinbræt 1. juni 1958. Betjeningen med persontog ophørte 29. maj 1988, og 1. januar 1989 blev stationen nedlagt.
Stationsbygningen blev opført efter tegninger af Gudmund Hoel og Bjarne Friis Baastad. Bygningen var samme type som på Bjorvatn Station og Gauslå Station men fik tilføjet et pakhus i 1937. Bygningen blev revet ned i 1987.